# Batesville (Indiana)
Batesville è una città degli Stati Uniti d'America, situata nello Stato dell'Indiana e in particolare nella Contea di Ripley e in parte nella Contea di Franklin.